# 吕楠
吕楠是一位中国自由摄影师。

## 生平
1962年生于北京，主要拍摄写实的独立作品。吕楠自1989年起花费了15年时间制作了如今被稱頌為「吕楠三部曲」的系列作品，它們分别为《被遗忘的人：精神病人生存状况》、《在路上：中国的天主教》和《四季：西藏农民的日常生活》。。
由於拍攝題材事涉敏感，呂楠常以化名發表攝影作品，例如《被遗忘的人：精神病人生存状况》由日本「第三書館」發行時，拍攝者署名為「馬小虎」；而《在路上：中國的天主教》於台灣出版時，拍攝者則列名為「李小明」。